# Ernest Chantre
Ernest Chantre (Lione, 13 gennaio 1843 – Ecully, 24 novembre 1924) è stato un archeologo, antropologo e naturalista francese.
Nelle sue ricerche ha collaborato con Claudio Savoye e Jos Jullien, tutti appassionati del periodo della preistoria.

## Biografia
Nel 1865 consegue la laurea in scienze naturali. Lavorerà presso il museo di scienze naturali di Lione dal 1871 al 1910 e ne diverrà direttore nel 1877. Dal 1873 al 1888 sarà editore della rivista Materiali per la storia primitiva e naturale dell'uomo (15 vol.). Dal 1873 al 1913 partecita a vari viaggi di studio in Grecia e Turchia (1873), Russia, Caucaso e Crimea (1879), Asia Minore (1881), Europa centrale (Italia, Austria 1883), Russo Armenia (1890) in Turchia asiatica (1892), Cappadocia (in particolare, Kanesh) e Cilicia (1893-1894), Egitto (1897 e 1905), Tripolitania (1907-1908), Tunisia ed Algeria (1908-1913). Dal 1981 al 1910 è responsabile di un corso di geologia e antropologia pratiche presso i laboratori e le sale del museo di Lione. Dal 1881 al 1908 è titolare della cattedra di Antropologia presso la Facoltà di Scienze di Lione. Nel 1883 è eletto delegato cantonale del cantone di Limonest. Dal 1892 al 1901 è titolare della cattedra di Etnologia presso la Facoltà di Belle Arti di Lione. Dal 1903 al 1908 è responsabile di un corso di antropologia presso la Scuola Municipale Superiore di Lione.
Fu nominato ufficiale della Légion d'honneur e ufficiale dell'Istruzione pubblica.